# Nissan X-Trail
Nissan X-Trail (транскр. Нисан икс-трејл) (јап. 日産・エクストレイル) је теренски аутомобил који производи јапанска фабрика аутомобила Нисан од 2000. године. Тренутно се производи у четвртој генерацији.

## Историјат
Од свог представљања, икс-трејл је позициониран испод кстере и патфајндера. Од модела треће генерације, икс-трејл је постао исто возило као Нисан рог на северноамеричком тржишту. По први пут, икс-траил је постао доступан са три реда седишта као опција. Такође је означио одмак у погледу дизајна од грубог кутијастог изгледа до урбано оријентисаног кросовер СУВ дизајна, где је и прешао када је дошла трећа генерација. Модел четврте генерације представио је опцију хибридног погона серије e-Power, која је постала једина опција у Јапану и Европи. Од 2022. године, икс-трејл је позициониран између мањег кашкаја – са којим икс-трејл дели платформу – и већег патфајндера у Нисановој глобалној линији кросовер СУВ возила. Прве две генерације су биле прави теренци које су имале способности за вожњу изван пута и нису биле варијанте са седам седишта, али кад се појавила трећа генерација, тада је постао кросовер. Главни узрок томе је то што многи купци од када је настао мањи кашкај, изазвао да многи купци желе кросовере, па је почела да продаја правих теренаца опада. Икс-трејл је много већи и пространији од кашкаја, а од друге генерације, дели исту платформу са Реноом колеос. Међутим, то што је кросовер постао, опет му неке амбиције за вожњу изван асфалта нису у потпуности нестале и друго, када се појавила трећа генерација, иако је постала кросовер, већа је од претходне две генерације. Икс-трејл је тренутно компактни кросовер СУВ, а директни конкуренти су му Тојота РАВ4, Пежо 5008, Форд куга, Хонда CR-V, Мазда CX-5 и други.

### Прва генерација (2000–2007)
Икс-трејл прве генерације представљена је на Салону аутомобила у Паризу септембра 2000. Користи платформу Нисан МС/М&С/ФФ-С, заједничку са aлмером и pримером. Ушао је у производњу у октобру, а продаја у Јапану је почела у новембру 2000. У Уједињеном Краљевству и Аустралији, икс-трејл је лансиран у октобру 2001. У јуну 2003. Нисан је аутомобилу променио унутрашњост и екстеријер, док је такође унапредио 2,2-литарски турбо дизел мотори са променљивим турбо пуњачем (2,2 dCi уместо ранијег 2,2 Di), који производе 100 kW (130 КС) уместо оригиналних 84 kW (113 КС). Спољне разлике су биле мале, иако су решетка и браници редизајнирани и Нисанов лого је ажуриран на најновији дизајн.
Икс-трејлова преносна кутија 4x4 All-Mode мењача омогућава возачу да бира између 2WD, 4WD или 4WD Lock преко електронског прекидача на инструмент табли. Нисан је компанијама понудио модел са водоничним горивним ћелијама под називом икс-трејл ФЦВ. Представљен је на 60. Салону аутомобила у Франкфурту у септембру 2003. године, након чега је уследио 37. Салон аутомобила у Токију следећег месеца.

Иако није био на тржишту у САД, икс-трејл се продавао у Канади за моделске године 2005. и 2006. до календара 2007. године, а у Мексику од 2003. године.
- I генерација
- Нисан икс-трејл ФЦВ
- унутрашњост

### Друга генерација (2007–2014)
Друга генерација икс-трејла је имала свој јавни деби на Салону аутомобила у Женеви у марту 2007. године, а у Јапану је кренула у продају у августу 2007. године, Европи у трећем кварталу те године и Аустралији и Мексику крајем године. Нешто већи од претходног модела, заснован је на платформи Рено–Нисан Ц. Друга генерација није продата у Сједињеним Државама и Канади, где је уместо тога замењена рогом.
У Јапану је икс-трејл првобитно био понуђен са два мотора, 2.5 бензинцем и 2.0 бензинцем са погоном на ЦВТ мењач и 6-степеним мануелним режимом за 2.5 моторе. Доступне су биле две опреме, почетни ниво С и врхунски модел Кс.
Икс-Трејл ГТ СР20ВЕТ бензински мотор са турбопуњачем није био у понуди у другој генерацији икс-трејла, због контроле емисије издувних гасова у Јапану из 2005. године. У септембру 2008. 20ГТ је постао доступан у Јапану, опремљен М9Р, 2,0-литарским турбо мотором са комон рејл мотором развијеним заједно са Реноом. Ово је био први дизел икс-трејл у понуди на јапанском домаћем тржишту. Претходни 2,2-литарски dCi замењен је са две 2,0-литарске dCi (М9Р) верзије, нудећи 150 и 177 КС (110 и 130 kW).

Друга генерација је пуштена у продају у Малезији 2010. године, где је у потпуности увезена из Индонезије. На располагању је била само једна варијанта, која се састојала од МР20ДЕ мотора упареног са ЦВТ мењачем.
- II генерација
- унутрашњост

- II генерација, редизајн
- II генерација, редизајн

### Трећа генерација (2013–2022)
Трећа генерација икс-трејла је представљена на сајму аутомобила у Франкфурту 2013. године. Заснован на потпуно новој ЦМФ-ЦД платформи која се дели са Нисаном кашкајем и Реноом колеос, возило је заједнички наследник друге генерације икс-трејла и рога који се нуди у Северној Америци. То омогућава да модел буде доступан у 190 земаља широм света, што је Нисан направио током свог лансирања. Он одбацује кутијасти изглед СУВ-а у корист изгледа урбаног кросовера и мекших линија инспирисаних хај-крос концептом.
Треба напоменути да је кабина скоро идентична као и код кашкаја тих доба.
Иако нови Нисан икс-трејл има већу површину од аутомобила у одласку, Нисан каже да је тежина смањена где год је то могуће. Има врата пртљажника у којима доминира пластика која штеди 7 kg. Аеродинамика је такође имала користи од пажљиво обликованих ретровизора, као и спојлера који покрива издувну кутију и задњи панел.
Возило је такође касније представљено на 43. Салону аутомобила у Токију 2013, и Салону аутомобила у Женеви 2014.
Производња модела треће генерације се наставља у Кини заједно са његовим наследником, а Џенгџоу Нисан га продаје као Нисан икс-трејл хонор од 2021. године.
Дана 27. октобра 2016, Нисан је најавио производњу следећег икс-трејла у НМУК-у, тј. у Сандерленду, где Нисан има фабрику. У фебруару 2019. ови планови су отказани, а планирано је да производња остане у Јапану, наводећи забринутост због неизвесности у вези са Брегзитом. Опадање популарности дизел аутомобила био је још један фактор.
Нисанова фабрика у Сандерленду у Уједињеном Краљевству ради од 1986. године и има око 7.000 запослених. Сандерленд ће наставити да производи неколико Нисан модела и компанија је поново потврдила своју посвећеност производњи новог кашкаја за 2020. годину у фабрици у Уједињеном Краљевству. И Нисан и британски званичници потврдили су да ниједан посао неће бити изгубљен због измењеног аранжмана, који ће омогућити да производња икс-трејла буде пресељена у Кјушу.

Монтажа икс-трејла у Индонезији је завршена у фебруару 2019. и замењена је увезеном верзијом из Јапана, након чега је уследио Тајланд који је обуставио производњу у септембру 2020. без икакве замене.
- унутрашњост

- III генерација, редизајн
- III генерација, редизајн
- фелна и раткапна
- унутрашњост

### Четврта генерација (2021–)
Четврта генерација икс-трејл, означена под шифром модела Т33, представљена је 19. априла 2021. у Ауто Шангај у Кини и кренула је у продају истог дана, скоро годину дана након што је његов рог пандан лансиран у Северној Америци у јуну. 2020.
Т33 икс-трејл је 15 мм виши, 20 мм шири, 10 мм краћи по дужини, док је међуосовинско растојање непромењено у односу на претходну генерацију. Капацитет пртљажника је мерен на 560 Л складишног капацитета са постављеним седиштима у другом реду, што је смањење од 5 Л.

За модел e-Power, систем комбинује варијабилни однос компресије 1.5-литарски ВЦ-Турбо троцилиндрични бензински мотор са другом генерацијом хибридног погона серије e-Power. Каже се да је хибридни систем друге генерације побољшан у смислу „снаге, глаткоће и тишине“ у поређењу са претходником. За ову генерацију није понуђена опција дизел мотора.
- IV генерација
- унутрашњост